# Antoine Robitaille
Antoine Robitaille est un journaliste québécois. Il publie actuellement une chronique au Journal de Montréal et anime une émission politique à Qub Radio. Auparavant, au journal Le Devoir, il a été correspondant à la tribune parlementaire de l'Assemblée nationale du Québec et éditorialiste.

## Biographie
Robitaille est journaliste depuis 1992. Il a joint Le Devoir en 1994. Chroniqueur pigiste pendant 10 ans, il a obtenu un poste permanent en 2004, et, l'année suivante, obtenait le rôle de correspondant parlementaire à Québec. Puis, en 2012, il est devenu éditorialiste pour le journal. Enfin, il quitte Le Devoir en 2017 pour se joindre au Journal de Montréal. Il a aussi enseigné la science politique, l’histoire et les communications au niveau collégial, notamment au Petit séminaire de Québec. Il était membre fondateur du comité de rédactiond’Argument en 1998. Il a publié, en 2007, l'essai Le Nouvel Homme nouveau, Voyages dans les utopies de la posthumanité. Il a également publié L'Ingratitude, conversation sur notre temps, avec l'intellectuel français Alain Finkielkraut en 1999
En 2010, Antoine Robitaille et son collègue du Devoir, Dave Noël, complètent une série d'articles sur le meurtre non-résolu du felquiste François Mario Bachand.  En 2017, le duo s’associe avec les réalisateurs Flavie-Payette Renouf, Eric Piccoli et Félix Rose afin de poursuivre l'enquête dans la série documentaire de Club illico, Le Dernier Felquiste, qui sortira en octobre 2020 pour coïncider avec le 50e anniversaire de la crise d'Octobre. L’enquête entraîne les journalistes jusqu’à Saint-Ouen, en région parisienne, où Bachand a été assassinée. L’équipe doit revenir d’urgence au Québec le 14 mars 2020 au tout début de la pandémie de Covid-19, mais le tournage-documentaire est complété juste à temps. Antoine est le seul membre de l'équipe à avoir contracté le virus en France.  Le tournage-fiction est annulé à cause de la pandémie et est remplacé par de l’animation, ce qui s’avère finalement bénéfique. Dans le palmarès de fin de l’année du journal Le Devoir, Le Dernier Felquiste est nommé meilleure série documentaire québécoise de l’année. Le documentaire est également reconnu comme une des séries marquantes de l’année par le journal Métro.

## Œuvres
Source : Portail du réseau collégial du Québec
- Antoine Robitaille et Vincent Lemieux, Récupération et recyclage sur le territoire de la Communauté urbaine de Québec : un sondage, Université Laval, 1992
- Antoine Robitaille, L'écologie sociale de Murray Bookchin, Québec, Université Laval, 1993 (ISBN 978-0-315-79584-6)
- Antoine Robitaille et Alain Finkielkraut, L'ingratitude : conversations sur notre temps, Montréal, Québec Amérique, 1999, 226 p. (ISBN 978-2-89037-986-2)
- Antoine Robitaille et Alain Finkielkraut, L'ingratitude, Paris, Gallimard, 2000, 257 p. (ISBN 978-2-07-041552-6)
- Antoine Robitaille, Montcalm : vie et mémoire, Commission de la Capitale nationale du Québec, coll. « Fleurdelisé », 2002, 46 p. (ISBN 978-2-551-21595-9)
- Antoine Robitaille et Will Kymlicka (trad. de l'anglais), La voie canadienne : repenser le multiculturalisme, Montréal, Boréal, 2003, 342 p. (ISBN 978-2-7646-0197-6)
- Antoine Robitaille et Miriam Fahmy, Jeunes et engagés, Montréal, Fides, 2005, 94 p. (ISBN 978-2-7621-2679-2)
- Antoine Robitaille, Le nouvel homme nouveau : voyage dans les utopies de la posthumanité, Montréal, Boréal, 2008, 220 p. (ISBN 978-2-7646-0538-7)